# Liceu Dom Afonso
Liceu Dom Afonso foi a primeira escola de ensino secundário do Rio Grande do Sul, criada em 1846. 
Idealizada pelo Duque de Caxias, enquanto presidente da Província e preocupado com o estado lastimável da educação local, depois do término da Guerra dos Farrapos. Objetivava reunir todas as cadeiras existentes (gramática latina e francês), além de se criarem cadeiras de inglês, geografia, astronomia, história, álgebra, retórica, desenho e música, distribuídas em seis anos de estudo e tendo como modelo o Colégio Pedro II do Rio de Janeiro. 
Só passou a funcionar efetivamente em 1851.  Foi fechado em por lei de 1870, substuído no mesmo momento pelo Ateneu Rio-Grandense, de curta duração.
A Biblioteca Pública de Porto Alegre iniciou em suas dependências, como biblioteca da escola. Todos os cursos superiores criados em Porto Alegre, na virada do século XIX para o XX tiveram início nas salas desta escola.
Projetado e construído por Frederico Heydtmann e Philipp von Normann, o prédio original foi destruído durante a II Guerra Mundial, quando era sede da delegacia de polícia - o delegado chefe colocou fogo no prédio por achá-lo decadente e velho, incondizente com a importância da delegacia lá instalada.